# Coefficient d'adsorption sur le carbone organique
Pour les articles homonymes, voir KCO.
En écotoxicologie et dans le domaine de la gestion du risque environnemental ou de l'évaluation environnementale, le coefficient d'adsorption sur le carbone organique (noté KCO ou plus souvent Kco) est une valeur exprimant la facilité avec laquelle un élément (éventuellement toxique ou radioactif) se fixe dans le sol, les sédiments ou l'eau. 
Ce coefficient est généralement calculé parallèlement au coefficient d'adsorption sur la matière organique (Kmo ou KMO) ou d'autres paramètres liés à la capacité de fixation à un substrat ou à une autre molécule. 

## Utilité
Ces valeurs renseignent sur le fait qu'une substance se fixe ou non (et plus ou moins durablement selon les conditions environnementales et sa dégradabilité ou biodégradabilité) sur le carbone organique ou plutôt sur d'autres matières organiques ou solides des sols (l'argile par exemple), ce qui est utile pour évaluer la cinétique environnementale d'un polluant ou d'un élément chimique.
Elles renseignent aussi sur la capacité du charbon de bois activé à adsorber cette substance.

## Conditions d'utilisation
Ce coefficient doit être contextualisé car il varie selon le pH et la température ou la saturation du milieu. Ce n'est qu'un indicateur parmi d'autres.